# Bisdom Mileto-Nicotera-Tropea

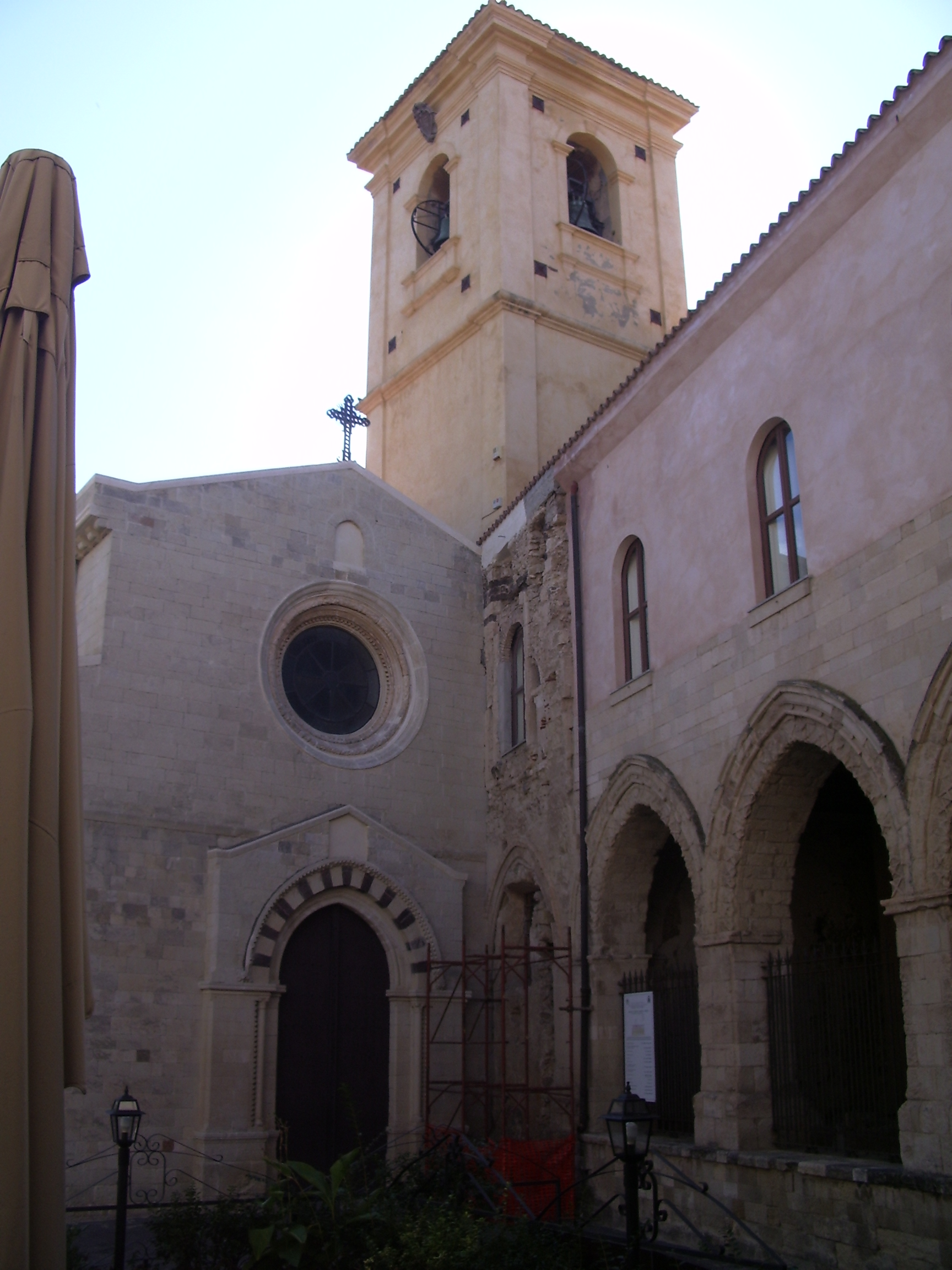
Cokathedraal van Tropea

Het bisdom Mileto-Nicotera-Tropea (Latijn: Dioecesis Miletensis-Nicotriensis-Tropiensis, Italiaans: Diocesi di Mileto-Nicotera-Tropea) is een in Italië gelegen rooms-katholiek bisdom met zetel in de stad Mileto. Het bisdom behoort tot de kerkprovincie Reggio Calabria-Bova en is, samen met de bisdommen Locri-Gerace en Oppido Mamertina-Palmi, suffragaan aan het aartsbisdom Reggio Calabria-Bova.

## Geschiedenis
Het bisdom Mileto werd opgericht in de 11e eeuw. In 1093 werd Mileto door paus Urbanus II met de apostolische constitutie Potestas ligandi als immediatum onder direct gezag van de Heilige Stoel geplaatst.
Op 21 december 1973 werden de bisdommen Mileto en Nicotera-Tropea verenigd in een personele unie. Op 30 september 1986 werd Mileto door de Congregatie voor de Bisschoppen met het decreet Instantibus votis samengevoegd met Nicotera-Tropea.

## Bisschoppen van Mileto-Nicotera-Tropea
- 1986-2007:Domenico Tarcisio Cortese, O.F.M. (tot 1986 bisschop van Mileto en bisschop van Nicotera-Tropea)
- 2007-heden: Luigi Renzo